# Болотні араби

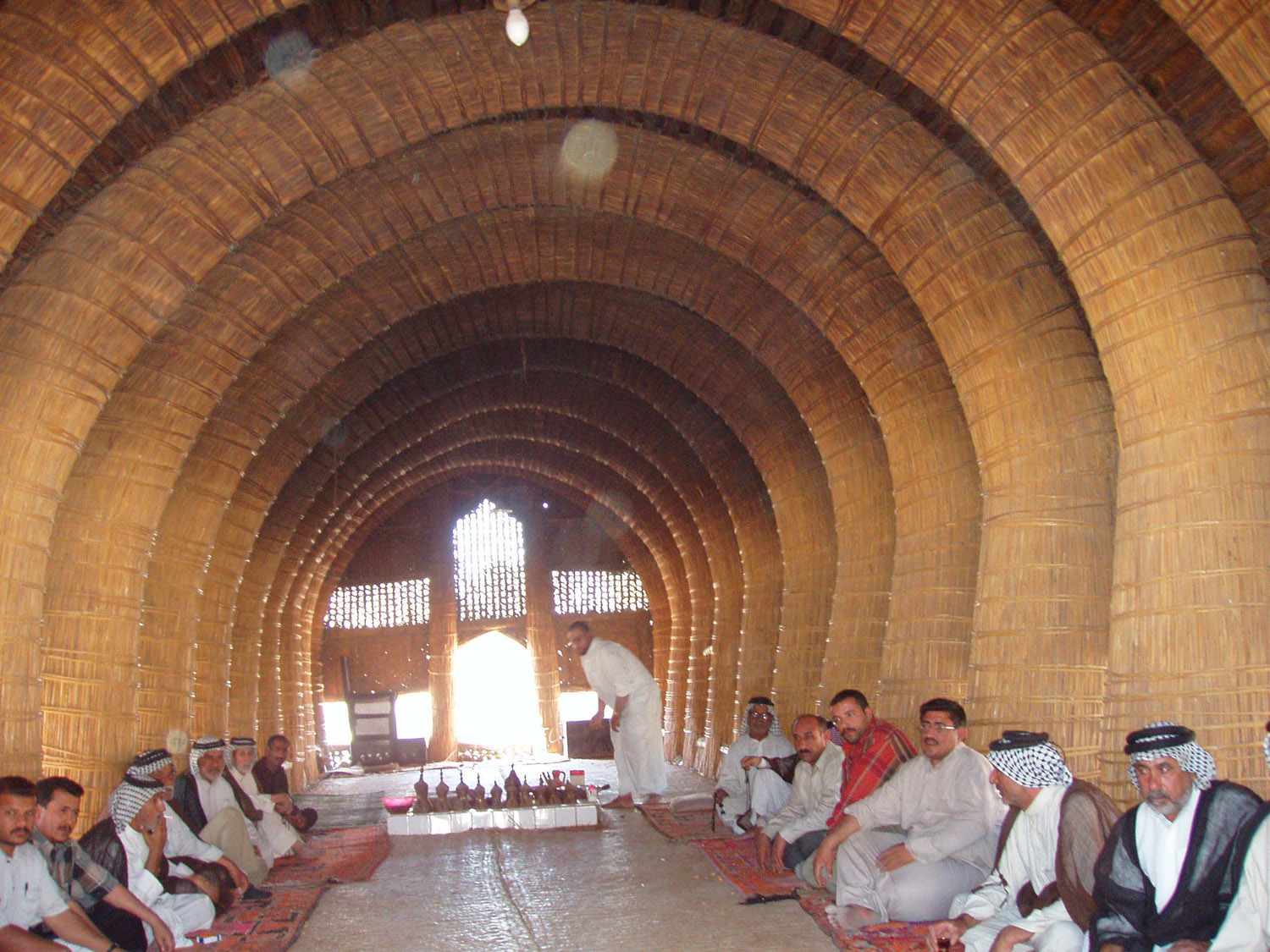
Мудіф болотних арабів. Інтер'єр всередині

Болотні араби (араб. عرب الأهوار), маадани (араб. معدان) — жителі месопотамських боліт (маршів) на південному сході Іраку, вздовж кордону з Іраном.

## Мова
Маадани говорять на іракському діалекті арабської мови. Традиційним одягом чоловіків є сауб і куфія, закручена у вигляді тюрбана. У складі різних племінних об'єднань, таких як Аль Бу-Мухаммад, Ферайгат, Шагбана, Бані Лам, маадани створили унікальну культуру, зосереджену на природних ресурсах маршів. Велика частина болотних арабів є мусульманами — шиїтами, хоча в болотах зустрічаються невеликі громади мандеїв, що говорять на арамейській мові .

## Історія
Існую різні теорії щодо зв'язку мааданів з жителями Індійського субконтиненту або стародавніми шумерами. Але, здебільшого, культура мааданів має багато спільного з культурою пустельних бедуїнів, які прийшли в ці землі після падіння Аббасидського халіфату .
Як і в минулі часи, коли у месопотамських болотах знайшли притулок селяни-раби і кріпаки (див. Повстання зинджей), під час диктаторського правління Саддама Хусейна месопотамські болота стали притулком для противників чинної влади. Багато жителів цієї місцевості були переселені в інші регіони, коли після невдалого шиїтського повстання 1991 року водно-болотні угіддя було вирішено осушити. Це було зроблено для того, щоб позбавити болотних арабів їх традиційного середовища проживання і позбавити притулку ополченців.

## Побут

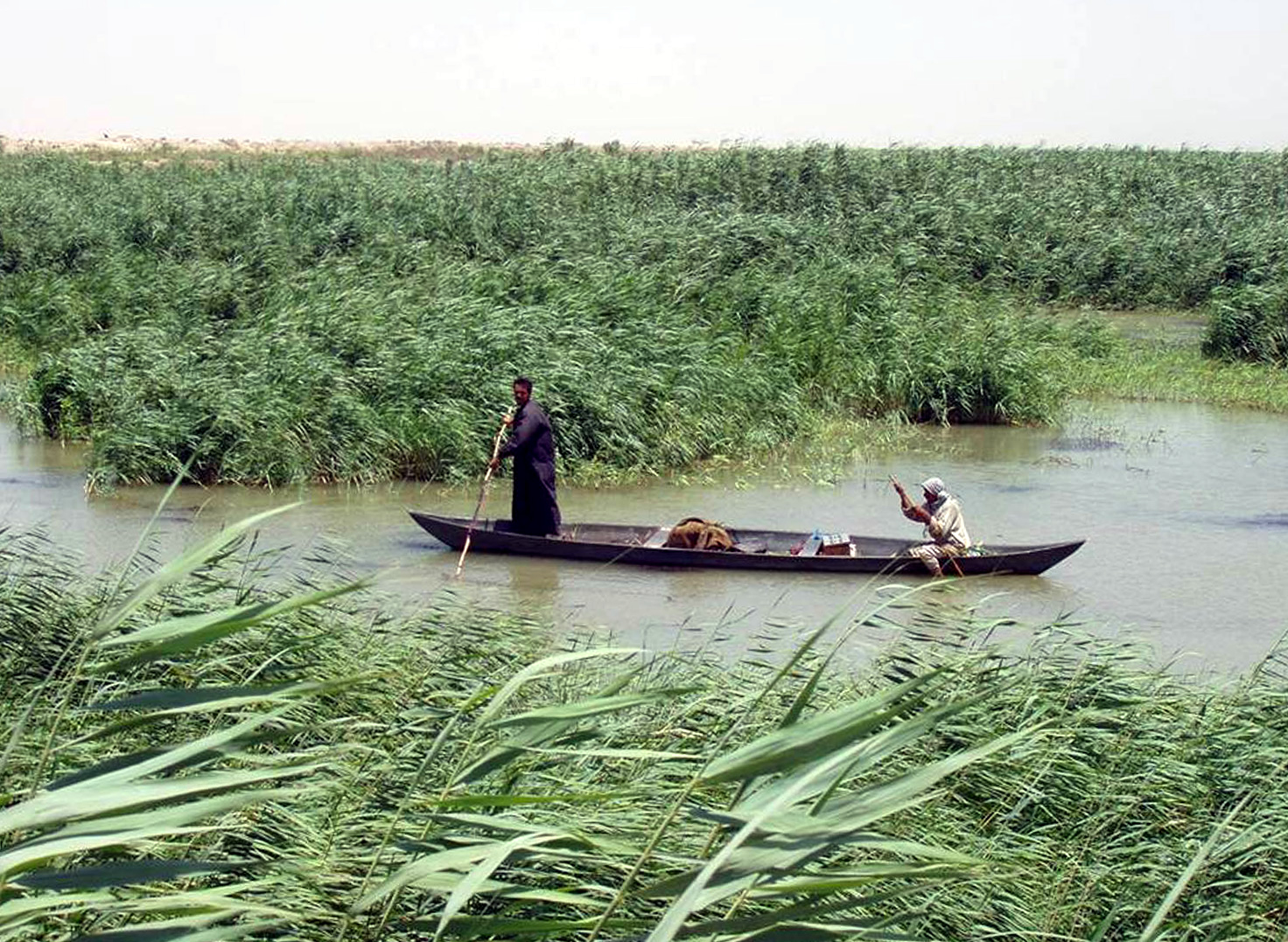
Машуф болотних арабів

Традиційно у маадамів є  громадська споруд мудіф, що виготовляється повністю з очерету. Однією із найважливіших свійських тварин, що утримують маадами, є індійські водяні буйволи.
Традиційним способом пересування маадамів по болотам є машуфи — довгі і вузькі дерев'яні човни, що приводяться в рух за допомого довгої жердини. Раніше також були популярні очеретяні човни, проте зараз вони використовуються переважно дітьми.

## Дослідження
Антрополог та дослідник Тур Хеєрдал вивчав способи виготовлення човнів з рогозу для побудови свого корабля Тігріс. Згідно з спогадів Тура мааданів називали буйволятниками на відміну від арабів півночі — верблюжатників.